# Sebastian Aho (Eishockeyspieler, 1996)
Sebastian Johannes Aho (* 17. Februar 1996 in Umeå) ist ein schwedischer Eishockeyspieler, der seit Juli 2024 bei den Pittsburgh Penguins in der National Hockey League (NHL) unter Vertrag steht und parallel für deren Farmteam, die Wilkes-Barre/Scranton Penguins, in der American Hockey League (AHL) zum Einsatz kommt. Zuvor verbrachte er sieben Jahre bei den New York Islanders.

## Karriere
Sebastian Aho durchlief in seiner Jugend die Nachwuchsabteilungen des IF Björklöven, bevor er zur Saison 2011/12 zum Traditionsclub Skellefteå AIK wechselte. Mit Beginn der Spielzeit 2012/13 kam er regelmäßig für die J20 des Vereins in der J20 SuperElit zum Einsatz, der höchsten Juniorenliga Schwedens, während er in einem Spiel für die Herren-Auswahl in der Elitserien und somit im Profibereich debütierte. Dort stand er ab der Saison 2013/14 regelmäßig auf dem Eis und wurde im gleichen Jahr mit dem Team schwedischer Meister.
Im NHL Entry Draft 2017 wurde Aho an 139. Position von den New York Islanders ausgewählt, die den Schweden wenig später mit einem Einstiegsvertrag ausstatteten. Anschließend wurde er bei den Bridgeport Sound Tigers in der American Hockey League (AHL) eingesetzt, bevor er im Dezember 2017 erstmals in den Kader der Islanders berufen wurde und dort in der Folge sein Debüt in der National Hockey League (NHL) gab. Im weiteren Verlauf etablierte er sich im NHL-Aufgebot der New York Islanders.
Nach sieben Jahren in New York wechselte Aho im Juli 2024 als Free Agent zu den Pittsburgh Penguins.

### International
Auf internationaler Ebene gewann Aho mit der U17-Auswahl Schwedens die World U-17 Hockey Challenge 2013. Anschließend nahm er auf U18-Niveau an den Weltmeisterschaften 2013 und 2014 sowie am Ivan Hlinka Memorial Tournament 2013 teil, wobei er mit den Teams ebenso die Medaillenränge verpasste wie mit der U20-Nationalmannschaft Schwedens bei der U20-Weltmeisterschaft 2015. Zudem debütierte der Verteidiger für die A-Nationalmannschaft seines Heimatlands im Rahmen der Euro Hockey Tour 2016/17.

## Erfolge und Auszeichnungen
- 2013 Goldmedaille bei der World U-17 Hockey Challenge
- 2014 Schwedischer Meister mit Skellefteå AIK
- 2019 Teilnahme am AHL All-Star Classic
- 2020 Teilnahme am AHL All-Star Classic

## Karrierestatistik

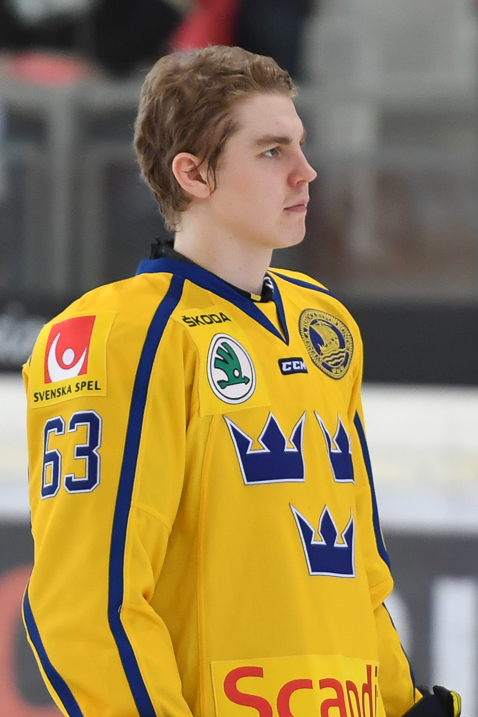
Aho im Trikot der Nationalmannschaft (2017)

Stand: Ende der Saison 2023/24

### International
Vertrat die Schweden bei:
| - World U-17 Hockey Challenge 2013 - U18-Weltmeisterschaft 2013 - Ivan Hlinka Memorial Tournament 2013 | - U18-Weltmeisterschaft 2014 - U20-Weltmeisterschaft 2015 |

(Legende zur Spielerstatistik: Sp oder GP = absolvierte Spiele; T oder G = erzielte Tore; V oder A = erzielte Assists; Pkt oder Pts = erzielte Scorerpunkte; SM oder PIM = erhaltene Strafminuten; +/− = Plus/Minus-Bilanz; PP = erzielte Überzahltore; SH = erzielte Unterzahltore; GW = erzielte Siegtore; 1 Play-downs/Relegation; Kursiv: Statistik nicht vollständig)